# (466247) 2013 CT212
(466247) 2013 CT212 es un asteroide perteneciente al cinturón de asteroides, descubierto el 6 de febrero de 2013 por el equipo Spacewatch desde el Observatorio Nacional de Kitt Peak (Arizona, Estados Unidos).